# Next Generation ATP Finals 2019
Jannik Sinner đánh bại Alex de Minaur trong trận chung kết 4–2, 4–1, 4–2 để vô địch Next Generation ATP Finals 2019. Stefanos Tsitsipas là đương kim vô địch, nhưng rút lui vì tham dự ATP Finals 2019. Sinner trở thành tay vợt đặc cách người Ý đầu tiên vô địch giải đấu.
Next Generation ATP Finals 2019 là một giải giao hữu quần vợt nam diễn ra ở Milan, Ý, từ ngày 5 đến ngày 9 tháng 11 năm 2019. Đây là sự kiện kết thúc mùa giải cho những vận động viên quần vợt đơn từ 21 tuổi trở xuống ở ATP Tour 2019. Đây cũng là lần đầu tiên giải đấu diễn ra tại PalaLido Allianz Cloud, sau 2 năm tại Fiera Milano.

## Tiền thưởng
| Vòng            | Tiền thưởng         |
| --------------- | ------------------- |
| Vô địch bất bại | $429,000 (+$24,000) |
| Vô địch         | $250,000            |
| Á quân          | $140,000            |
| Bán kết         | $63,000             |
| Mỗi trận thắng  | $33,000             |
| Tham dự         | $56,000             |
| Thay thế        | $16,000             |

## Vượt qua vòng loại
Vào tháng 9, tại giải Mỹ Mở rộng, đương kim vô địch Stefanos Tsitsipas trở thành tay vợt đầu tiên vượt qua vòng loại. Vào tháng 10, anh thông báo rút lui vì tham dự ATP Finals 2019.
Vào ngày 16 tháng 9, Jannik Sinner trở thành tay vợt đặc cách người Ý.
Vào ngày 9 tháng 10, Félix Auger-Aliassime trở thành tay vợt thứ 2 vượt qua vòng loại.
Vào ngày 16 tháng 10, Alex de Minaur lần thứ 2 liên tiếp vượt qua vòng loại, trước đó là á quân năm 2018.
Giữa ngày 21 và ngày 23 tháng 10, Frances Tiafoe, Casper Ruud, Miomir Kecmanović và Ugo Humbert vượt qua vòng loại. Mikael Ymer sau đó vượt qua vòng loại sau khi Felix Auger-Aliassime rút lui vì chấn thương. Denis Shapovalov cũng rút lui vào ngày 1 tháng 11, đồng nghĩa với việc Alejandro Davidovich Fokina vượt qua vòng loại.

## Vòng loại
7 tay vợt hàng đầu trong ATP Race to Milan vượt qua vòng loại. Suất còn lại là tay vợt đặc cách người Ý, như 2 năm trước. Tay vợt đủ điều kiện phải từ 21 trở xuống (sinh năm 1998 trở lên đối với 2019).
| -        | 7   | Stefanos Tsitsipas (GRE)          | 3910 | Giữ nguyên | 25 | 1998 |
| 1        | 18  | Alex de Minaur (AUS)              | 1730 | 2          | 23 | 1999 |
| -        | 19  | Félix Auger-Aliassime (CAN)       | 1681 | 1          | 25 | 2000 |
| -        | 28  | Denis Shapovalov (CAN)            | 1495 | 1          | 25 | 1999 |
| 2        | 46  | Frances Tiafoe (USA)              | 1060 | Giữ nguyên | 26 | 1998 |
| 3        | 56  | Ugo Humbert (FRA)                 | 932  | 2          | 29 | 1998 |
| 4        | 63  | Casper Ruud (NOR)                 | 931  | 1          | 23 | 1998 |
| 5        | 55  | Miomir Kecmanović (SRB)           | 901  | 1          | 25 | 1999 |
| 6        | 73  | Mikael Ymer (SWE)                 | 763  | Giữ nguyên | 20 | 1998 |
| 7        | 82  | Alejandro Davidovich Fokina (ESP) | 627  | 3          | 23 | 1999 |
| Dặc cách |     |                                   |      |            |    |      |
| 8        | 93  | Jannik Sinner (ITA)               | 596  | 2          | 24 | 2001 |
| Thay thế |     |                                   |      |            |    |      |
| 9        | 95  | Alexei Popyrin (AUS)              | 585  | 2          | 24 | 1999 |
| 10       | 97  | Corentin Moutet (FRA)             | 584  | 2          | 25 | 1999 |
| 11       | 393 | Giulio Zeppieri (ITA)             | 93   | Giữ nguyên | 17 | 2001 |

## Kết quả

### Chung kết
- Jannik Sinner đánh bại  Alex de Minaur, 4–2, 4–1, 4–2

## Hạt giống
1. Alex de Minaur (Á quân)
2. Frances Tiafoe (Bán kết)
3. Ugo Humbert (Vòng bảng)
4. Casper Ruud (Vòng bảng)
5. Miomir Kecmanović (Bán kết)
6. Mikael Ymer (Vòng bảng)
7. Alejandro Davidovich Fokina (Vòng bảng)
8. Jannik Sinner (Vô địch)

## Kết quả

### Từ viết tắt
| - Q = Vòng loại - WC = Đặc cách - LL = Thua cuộc may mắn - Alt = Thay thế - SE = Miễn đặc biệt | - PR = Bảo toàn thứ hạng - w/o = Thắng nhờ đối thủ rút lui trước trận đấu - r = Bỏ cuộc giữa trận đấu - d = Bị xử thua - SR = Xếp hạng đặc biệt |

### Chung kết
|  | Bán kết | Bán kết           | Bán kết | Bán kết       | Bán kết | Bán kết | Bán kết |   |                | Chung kết | Chung kết | Chung kết | Chung kết | Chung kết | Chung kết | Chung kết |  |
|  |         |                   |         |               |         |         |         |   |                |           |           |           |           |           |           |           |  |
|  | 1       | Alex de Minaur    | 4       | 4             | 0       | 4       |         |   |                |           |           |           |           |           |           |           |  |
|  | 1       | Alex de Minaur    | 4       | 4             | 0       | 4       |         |   |                |           |           |           |           |           |           |           |  |
|  | 2       | Frances Tiafoe    | 2       | 1             | 4       | 2       |         |   |                |           |           |           |           |           |           |           |  |
|  | 2       | Frances Tiafoe    | 2       | 1             | 4       | 2       |         | 1 | Alex de Minaur | 2         | 1         | 2         |           |           |           |           |  |
|  |         |                   |         |               |         |         |         | 1 | Alex de Minaur | 2         | 1         | 2         |           |           |           |           |  |
|  |         |                   | 8/WC    | Jannik Sinner | 4       | 4       | 4       |   |                |           |           |           |           |           |           |           |  |
|  | 8/WC    | Jannik Sinner     | 8/WC    | Jannik Sinner | 4       | 4       | 4       | 2 | 4              | 4         | 4         |           |           |           |           |           |  |
|  | 8/WC    | Jannik Sinner     |         |               |         |         |         |   |                |           |           |           |           |           |           |           |  |
|  | 5       | Miomir Kecmanović | 4       | 1             | 2       | 2       |         |   |                |           |           |           |           |           |           |           |  |

### Bảng A
|   |                             | de Minaur               | Ruud                                   | Kecmanović              | Davidovich Fokina                      | RR T–B | Set T–B   | Game T–B    | Xếp hạng |
| 1 | Alex de Minaur              |                         | 4–1, 4–0, 4–2                          | 4–1, 4–3(7–4), 1–4, 4–0 | 4–2, 3–4(5–7), 4–1, 4–1                | 3–0    | 9–2 (81%) | 40–19 (67%) | 1        |
| 4 | Casper Ruud                 | 1–4, 0–4, 2–4           |                                        | 3–4(5–7), 3–4(5–7), 2–4 | 3–4(2–7), 4–3(7–2), 4–2, 3–4(2–7), 4–1 | 1–2    | 3–8 (27%) | 29–38 (43%) | 3        |
| 5 | Miomir Kecmanović           | 1–4, 3–4(4–7), 4–1, 0–4 | 4–3(7–5), 4–3(7–5), 4–2                |                         | 4–1, 4–1, 4–3(8–6)                     | 2–1    | 7–3 (57%) | 32–26 (55%) | 2        |
| 7 | Alejandro Davidovich Fokina | 2–4, 4–3(7–5), 1–4, 1–4 | 4–3(7–2), 3–4(2–7), 2–4, 4–3(7–2), 1–4 | 1–4, 1–4, 3–4(6–8)      |                                        | 0–3    | 3–9 (25%) | 27–45 (38%) | 4        |

### Bảng B
|      |                | Tiafoe                       | Humbert                      | Ymer                    | Sinner                       | RR T–B | Set T–B   | Game T–B    | Xếp hạng |
| 2    | Frances Tiafoe |                              | 4–2, 4–3(7–5), 3–4(4–7), 4–1 | 4–2, 4–2, 4–2           | 4–3(7–4), 2–4, 2–4, 2–4      | 2–1    | 7–4 (64%) | 37–31 (54%) | 2        |
| 3    | Ugo Humbert    | 2–4, 3–4(5–7), 4–3(7–4), 1–4 |                              | 3–4(2–7), 4–1, 2–4, 1–4 | 4–3(7–5), 3–4(3–7), 4–2, 4–2 | 1–2    | 5–7 (42%) | 35–39 (47%) | 4        |
| 6    | Mikael Ymer    | 2–4, 2–4, 2–4                | 4–3(7–2), 1–4, 4–2, 4–1      |                         | 0–4, 2–4, 1–4                | 1–2    | 3–7 (30%) | 22–34 (39%) | 3        |
| 8/WC | Jannik Sinner  | 3–4(4–7), 4–2, 4–2, 4–2      | 3–4(5–7), 4–3(7–3), 2–4, 2–4 | 4–0, 4–2, 4–1           |                              | 2–1    | 7–4 (64%) | 38–28 (58%) | 1        |

Tiêu chí xếp hạng: 1) Số trận thắng; 2) Số trận; 3) Đối với 2 tay vợt, kết quả đối đầu; 4) Đối với 3 tay vợt, tỉ lệ % set thắng, sau đó tỉ lệ % game thắng, cuối cùng kết quả đối đầu; 5) Xếp hạng ATP